# Port lotniczy Mariupol
Port lotniczy Mariupol (ukr. Міжнародний аеропорт Маріуполь, ang.: Mariupol International Airport, kod IATA: MPW, kod ICAO: UKCM) – międzynarodowe lotnisko w Mariupolu, na Ukrainie.

## Linie lotnicze i połączenia
Lotnisko zostało zamknięte w czerwcu 2014r., kiedy w Mariupolu toczyły się zacięte walki pomiędzy armią ukraińską a prorosyjskimi separatystami.